# Siphonoperla baetica
Siphonoperla baetica is een steenvlieg uit de familie groene steenvliegen (Chloroperlidae). De wetenschappelijke naam van de soort is voor het eerst geldig gepubliceerd in 1956 door Aubert.
De soort komt voor in Spanje.